# Sergei Wladimirowitsch Gorjatschew
Sergei Wladimirowitsch Gorjatschew (russisch Сергей Владимирович Горячев; * 22. Oktober 1970 in Oscherelje; † 12. Juni 2023 im Oblast Saporischschja) war ein russischer Generalmajor. Er diente als Kommandeur der russischen 201. Militärbasis nahe der tadschikischen Hauptstadt Duschanbe und als Stabschef der 35. kombinierten Armee in Belogorsk. Im Jahr 2022 wurde er von Tadschikistan zum Einsatz bei der russischen Invasion in der Ukraine abkommandiert und später während der ukrainischen Gegenoffensive 2023 getötet.

## Leben
Sergei Gorjatschow absolvierte 1994 die Höhere Luftlandekommandantenschule der Rjasan-Garde und schloss 2008 die Allgemeine Militärakademie der Russischen Streitkräfte ab. Ursprünglich Kommandeur eines Aufklärungszuges, diente Gorjatschow anschließend als stellvertretender Chef der Aufklärung eines Regiments und später als stellvertretender Kommandeur einer Aufklärungskompanie, Kommandeur einer Aufklärungskompanie und Kommandeur eines Fallschirmbataillons. Von 2011 bis 2013 war er stellvertretender Kommandeur einer separaten motorisierten Schützenbrigade der Armee des westlichen Militärbezirks, eines der russischen Einsatzkommandos. Im März 2013 wurde er zum Leiter der Operativen Gruppe der russischen Streitkräfte in Transnistrien ernannt und war seit dem 14. November 2018 Befehlshaber der russischen 201. Militärbasis in Tadschikistan. Im Jahr 2022 wurde Gorjatschow durch Oberst Jewgeni Kowylin abgelöst und diente während des Russischen Überfalls auf die Ukraine. Im Verlauf der Invasion und des anschließenden Krieges war Gorjatschow Befehlshaber der 5. separaten Panzerbrigade und wurde zum Generalstabschef der Armee befördert. In den Medien wurde berichtet, dass Gorjatschow und mehrere andere hochrangige Offiziere am 12. Juni 2023 bei einem Raketenangriff in der ukrainischen Oblast Saporischschja getötet wurden. Am 16. Juni 2023 bestätigte das britische Verteidigungsministerium die Korrektheit der Berichterstattung.

## Auszeichnungen
- Tapferkeitsorden
- Orden für Militärische Verdienste
- Verdienstorden für das Vaterland